# مراد زيمو
مراد زيمو (2 يناير 1970 أشلام بلدية إيفيغا –)هو مغني قبائلي وكاتب جزائري، حاصل على جائزة اللغة الأمازيغية عن كتابه”كاويتو” في مسابقة جائزة “محمد ديب للأدب” لسنة 2020.

## سيرة
ولد في 2 يناير 1970 في منطقة عزازقة ولاية تيزي وزو منطقة القبائل الكبرى شرق العاصمة الجزائر، بدأ مراد زيمو دراسة علم الاجتماع في جامعة الجزائر. بعد حصوله على درجة البكالوريوس، التحق بقسم اللغة والثقافة الأمازيغية في جامعة مولود معمري في تيزي وزو لتحضير شهادة الماجستير، وكان ذلك في سنة 1995، ليتفرغ بعدها للغناء وكتابة الشعر باللغة القبائلية ويتخصص في موسيقى الروك أن رول، في 2004 سافر إلى باريس لمتابعة دراسات الدكتوراه في علم الاجتماع.

## أعمال
أصدر أكثر من أربعة ألبومات غنائية وتحمل أغانيه معاني كبيرة تدور حول الثقافة البربرية والأمازيغية بصفة عامة.
تعامل في بداياته مع الفنان أمزيان كزار، وأصدر ألبومه الأول عام 1997 بعنوان «أججيقن نتسوسمي» (ورود الصمت)، لكن الألبوم معروف فقط للأصدقاء المقربين لأنه لم يتم بثه مطلقًا، والثاني «صالوبري» عام 2001 بتيزي وزو، وأصدر ألبومه الثالث «ماعليك تان بي» سنة 2004 من تسجلات دار بلدى بالعاصمة، ثم «أبوبري كان» في 2007 من تسجيلات إزام برو بتيزي وزو و«ناقوس» سنة 2012.
ومراد زيمو ليس مجرد مغني. إنه يمس، إذا جاز التعبير، عدة مجالات ولكن جميعها تتعلق بالكتابة والإبداع. وهكذا قام بتأسيس مجلة «تيرة» الثقافية للنادي العلمي بالكامل باللغة الأمازيغية. مراد زيمو كان عضوا في هيئة تحرير مجلة الدراسات الأمازيغية ANADI، كان أيضًا منتجًا ومقدم برامج ثقافية على الإذاعة الأمازيغية لمدة 4 سنوات.
صدر للكاتب مراد أول ديوان قصصي له سنة 2004 عن المحافظة السامية للأمازيغية بعنوان ثيكلي (المشي) والثاني عام 2009 بعنوان «أمداكل» (الصديق) عن منشورات ثيرا، وفي عام أصدر روايته «كاويتو» عن منشورات القصبة.

## جوائز
نال جائزة اللغة الأمازيغية عن كتابه”كاويتو” في مسابقة جائزة “محمد ديب للأدب” لسنة 2020، والتي تشرف عليها مؤسسة «الدار الكبيرة» بتلمسان.
كما حاز مراد زيمو على العديد من الجوائز في مهرجانات الشعر والأغاني، مثل مهرجان يوسف أوقاشي، ومهرجان الأغنية القبايلية الحديثة، و Poésiades بجاية.